# Juntas de Defensa
Las Juntas de Defensa fueron unas organizaciones corporativas militares, de carácter pretoriano, aparecidas en 1916 y legalizadas en España en junio de 1917, durante el reinado de Alfonso XIII. Amparadas por el rey, ejercieron como grupo de presión militar sobre el poder civil, interviniendo activamente en la vida política y contribuyendo así a la crisis del régimen de la Restauración. Reconvertidas en «Comisiones Informativas» en enero de 1922, fueron abolidas en noviembre del mismo año, diez meses antes del golpe de Estado de Primo de Rivera que puso fin al periodo constitucional del reinado de Alfonso XIII.
Las Juntas de Defensa agrupaban a los jefes y oficiales con destino en la península que reclamaban el aumento de sus salarios (su poder adquisitivo había disminuido a causa de la inflación provocada por la Gran Guerra) y que también protestaban por los rápidos ascensos por «méritos de guerra» que obtenían sus compañeros destinados en Marruecos, que les permitían aumentar sus ingresos y progresar en el escalafón.

## Historia

### Origen

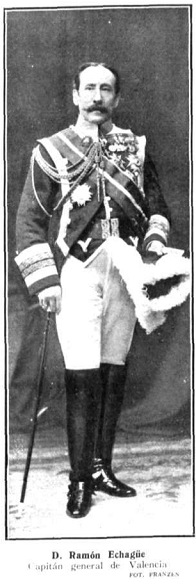
General Ramón Echagüe y Méndez Vigo, ministro de la Guerra entre 1913 y 1915.

El origen de las Juntas de Defensa se remonta al descontento provocado entre ciertos sectores del Ejército por los intentos de reforma militar emprendidos por los gobiernos del conservador Eduardo Dato y del liberal conde de Romanones. En efecto, el general Ramón Echagüe y Méndez Vigo, ministro de la Guerra con Dato, presentó en noviembre de 1915 un plan de reducción del excesivo número de oficiales —uno de los grandes problemas del ejército español— mediante retiros anticipados, pero no logró que se aprobara, pues el gobierno cayó al mes siguiente. El plan fue retomado por su sucesor al frente del Ministerio de la Guerra, el general Agustín Luque y Coca, que incluía la amortización de un buen número de vacantes, con lo que unos 4800 jefes y oficiales quedarían sin destino. Además, establecía una fórmula de compromiso sobre el polémico tema de los ascensos: mantener los ascensos por antigüedad en tiempos de paz, aunque introduciendo exámenes para valorar la aptitud de los candidatos, y dejando abierta la posibilidad de que se pudieran conceder ascensos por méritos en el futuro, que serían supervisados por el Consejo Supremo de Guerra y Marina.
El plan suscitó el rechazo de los jefes y oficiales de grado inferior a coronel con destino en la península ibérica, que eran los más afectados por la reforma y que además defendían la escala cerrada en los ascensos —es decir por estricta antigüedad, sin exámenes de por medio—. Así, en 1916 se formó en Barcelona una «junta de defensa» del Arma de Ingenieros que además reclamaba poder compatibilizar sus destinos con la práctica civil de la profesión. En el otoño siguieron su ejemplo, también en Barcelona, los oficiales del Arma de infantería creando su propia junta, que no solo se oponía a la reforma del general Luque, sino también a los ascensos por méritos y al favoritismo en su concesión, y además reclamaba el aumento de sus sueldos, cuyo poder adquisitivo se había visto reducido por la inflación provocada por la Gran Guerra. El movimiento «juntero» se extendió por toda la península, formando una red de juntas locales y regionales que culminaba en una «Junta Central de Defensa», con sede en Barcelona, y a cuyo frente estaba el coronel del regimiento de Vergara, Benito Márquez Martínez.

### Reconocimiento y apogeo
Las juntas exigían su reconocimiento legal, a lo que se oponía el gobierno. En abril de 1917 cayó Romanones, siendo sustituido por un gobierno presidido por el también liberal Manuel García Prieto, cuyo ministro de la Guerra, el general Francisco Aguilera y Egea, ordenó la disolución de las juntas. La tensión entre el gobierno y las juntas llegó a su clímax en la última semana de mayo. El 1 de junio, la Junta de Defensa de Barcelona presentó un escrito al capitán general de Cataluña en el que exigía la puesta en libertad de los oficiales detenidos por pertenecer a las juntas y el reconocimiento de las mismas, amenazando con romper la disciplina si no se aceptaban sus demandas.

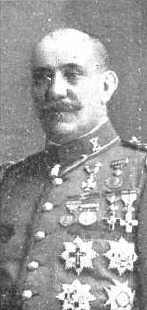
El coronel Márquez hacia 1914

El rey Alfonso XIII, que había seguido el conflicto con gran preocupación, buscando, según el historiador Manuel Suárez Cortina, «una solución que no le restara prestigio en el interior del Ejército», se puso del lado de las juntas ante «la necesidad de mantener unido al Ejército» y «ante la inminente amenaza de un golpe de Estado», «aunque para ello tuviera que desautorizar a su ministro de Defensa y cambiar el gobierno liberal por uno conservador, en un último intento de normalizar la situación». Según el historiador Javier Moreno Luzón, «el rey, que al comienzo había respaldado a sus ministros, [...] puesto en la tesitura de elegir entre la afirmación del poder civil y la simpatía de los estratos intermedios del ejército, inclinó la balanza en pro de estos últimos, a los que cubrió de elogios por su encomiable patriotismo». Cayó el gobierno de García Prieto y «se formó uno conservador, bajo la presidencia de Dato, que se apresuró a claudicar mediante la aprobación del reglamento juntero». «Quizás las autoridades creyeran que las concesiones ayudarían a domeñar la indisciplina, pero desde ese instante las juntas se vieron legitimadas para interferir en la vida política del país como efectivamente hicieron en años sucesivos".
Así pues, lo ocurrido en 1905-1906 en relación con los hechos del ¡Cu-Cut! y la posterior Ley de Jurisdicciones volvió a repetirse en 1917: los militares apelaron al rey y éste se puso de nuevo de su parte. Alfonso XIII obligó al gobierno a dimitir, sustituyéndolo por otro presidido por el conservador Eduardo Dato, el cual suspendió las garantías constitucionales, censuró la prensa y aceptó el reglamento de las Juntas de Defensa. Además cerró las Cortes a los pocos días.
Con la caída del gobierno liberal de García Prieto y su sustitución por Dato, como resultado de la presión conjunta de los militares y de la Corona, se demostraba que ahora no eran los dos partidos «dinásticos» los que determinaban el turno, sino que los centros de decisión política se estaban desplazando hacia los cuarteles y el Palacio Real. «Junio de 1917 significó una especie de punto de no retorno en ese deslizamiento, pues desde ese momento hasta septiembre de 1923, cuando el golpe de Estado de Primo de Rivera puso fin a la monarquía constitucional, se produjeron en España 14 crisis totales de gobierno, se convocaron cuatro elecciones generales y hasta tres presidentes del Consejo de Ministros cayeron por directa presión militar.[…] A la vez que los gobiernos caían por una combinación de falta de apoyo entre todas las facciones del mismo signo con presencia en el Congreso y por presiones desde fuera, se produjeron los dos fenómenos que acabarán empujando al sistema liberal en la dirección contraria a los reiterados propósitos de regeneración. Ante todo, el Rey incrementó las posibilidades y las ocasiones de intervenir en el juego político con el encargo de formar gobierno a uno u otro jefe de facción, reservándose la capacidad de decidir sobre la oportunidad de la convocatoria de elecciones. [...] El segundo fue la cesión de la iniciativa política a los militares y, ante el crecimiento de la protesta social, la militarización del orden público. Era, renacido, el problema militar, la política pretoriana, evidente en esa voluntad de los militares de actuar como un grupo de presión corporativo y de presentarse como una alternativa política: no son ya los espadones, como en el siglo XIX, sino el Ejército como corporación".

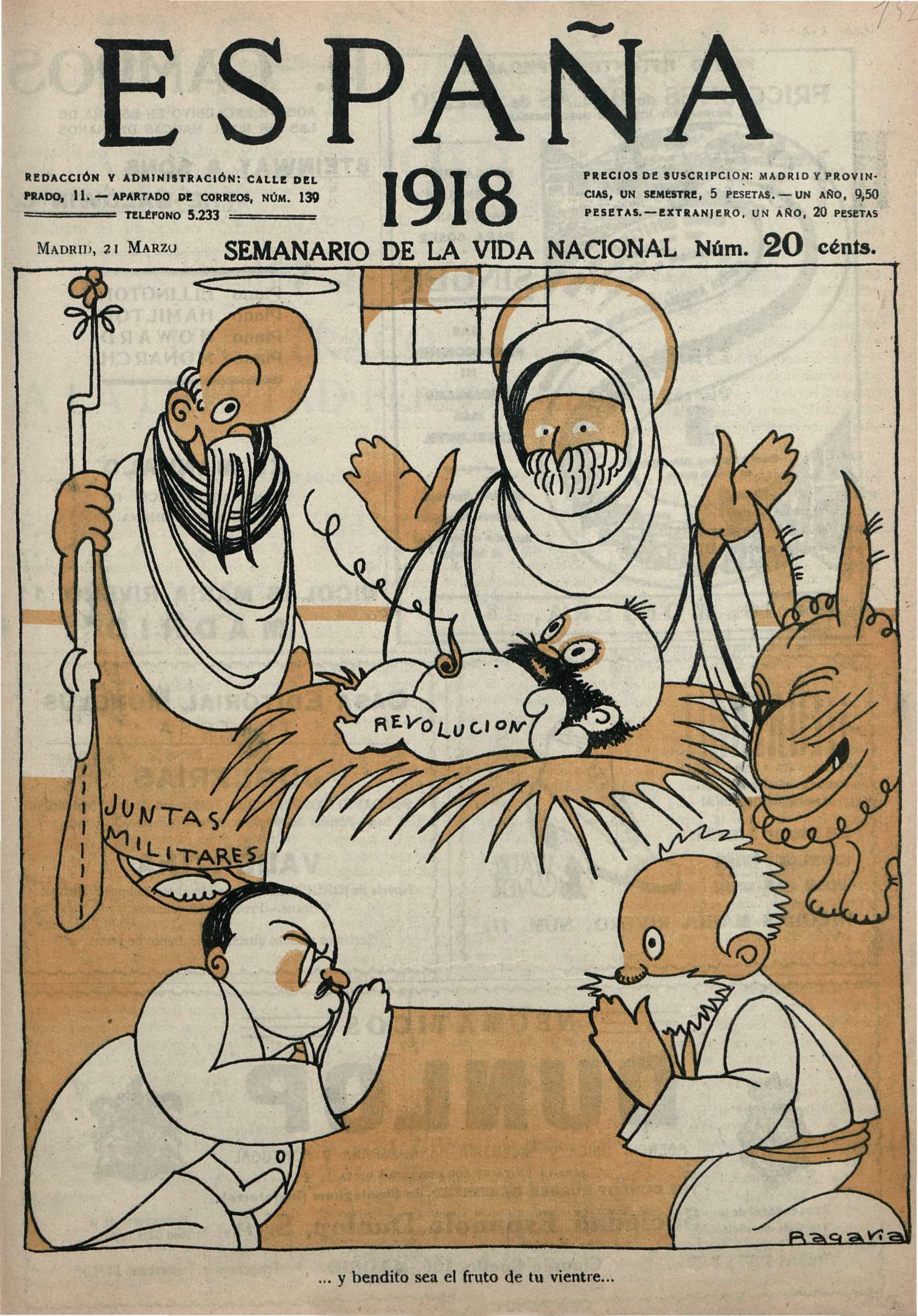
Caricatura en una portada de la revista España (21 de marzo de 1918). En ella, en una escena de la Natividad de Jesús, aparecen simbolizadas las «Juntas Militares».

Durante la huelga general revolucionaria de 1917, las Juntas de Defensa, con las que los socialistas consideraban que mantenían «esenciales coincidencias», se pusieron de parte del orden establecido, y no solo no encabezaron ninguna revolución, sino que se emplearon a fondo en la represión: «tampoco los soldados formaron sóviets con los obreros, al modo ruso, sino que en general obedecieron a sus jefes», señala Moreno Luzón. Como comentó un oficial de guarnición en Barcelona, las tropas «tuvieron que castigar de duro desde un principio y gracias a esto se terminó pronto, pues los revolucionarios se creían que el ejército estaba con ellos». Tras la huelga de agosto de 1917, las Juntas de Defensa presionaron al gobierno conservador de Eduardo Dato, consiguiendo que dimitiera en octubre, lo que, según Ángeles Barrio, «confirmaba, en todo caso, la dependencia política con respecto al ejército para formar o mantener al gobierno, ya fuera liberal o conservador».
El «gobierno de concentración» presidido por el liberal Manuel García Prieto, que sustituyó al gobierno de Dato, duró muy pocos meses a causa nuevamente, entre otras razones, de las presiones de las Juntas de Defensa y de las divergencias surgidas en su seno respecto de la política a seguir con ellas. El ministro de la Guerra, el conservador Juan de la Cierva y Peñafiel, apoyó por su cuenta las reivindicaciones de las Juntas, lo que provocó que García Prieto perdiera el apoyo del resto de las facciones liberales, pero cuando presentó la dimisión las Juntas le obligaron a continuar. Finalmente fue la huelga de funcionarios, que estimulados por el ejemplo de los militares formaron sus propias «juntas», la que acabó con el gobierno en marzo de 1918. García Prieto decretó la disolución del cuerpo de Correos y Telégrafos, que era el que había iniciado la huelga, mientras los militares amenazaban con la formación de un gobierno presidido por Cierva. Entonces el rey encargó al conde de Romanones que reuniera a todos los jefes de facción liberales y conservadores para que buscaran una salida: de ahí surgió un nuevo gobierno de concentración, llamado «Gobierno Nacional», presidido por el conservador Antonio Maura.

### Decadencia y disolución
Tres años después, tras el desastre de Annual de julio de 1921, se formó un nuevo gobierno de concentración presidido también por Antonio Maura. Este gobierno volvió a ocuparse de las Juntas de Defensa. En enero de 1922 el ministro de la Guerra, de nuevo Juan de la Cierva, las transformó en meras «Comisiones Informativas» integradas en su ministerio, aunque para conseguir que el rey firmara el decreto el gobierno tuvo que emplearse a fondo, presentando incluso la dimisión: en efecto, el rey había manifestado sus «dudas» sobre la oportunidad de la medida y había mantenido contactos con los coroneles jefes de las Juntas. El gobierno de Maura, acuciado por la «cuestión de las responsabilidades» del desastre de Annual, duró solo ocho meses y en marzo de 1922 fue sustituido por un gobierno conservador presidido por José Sánchez Guerra.

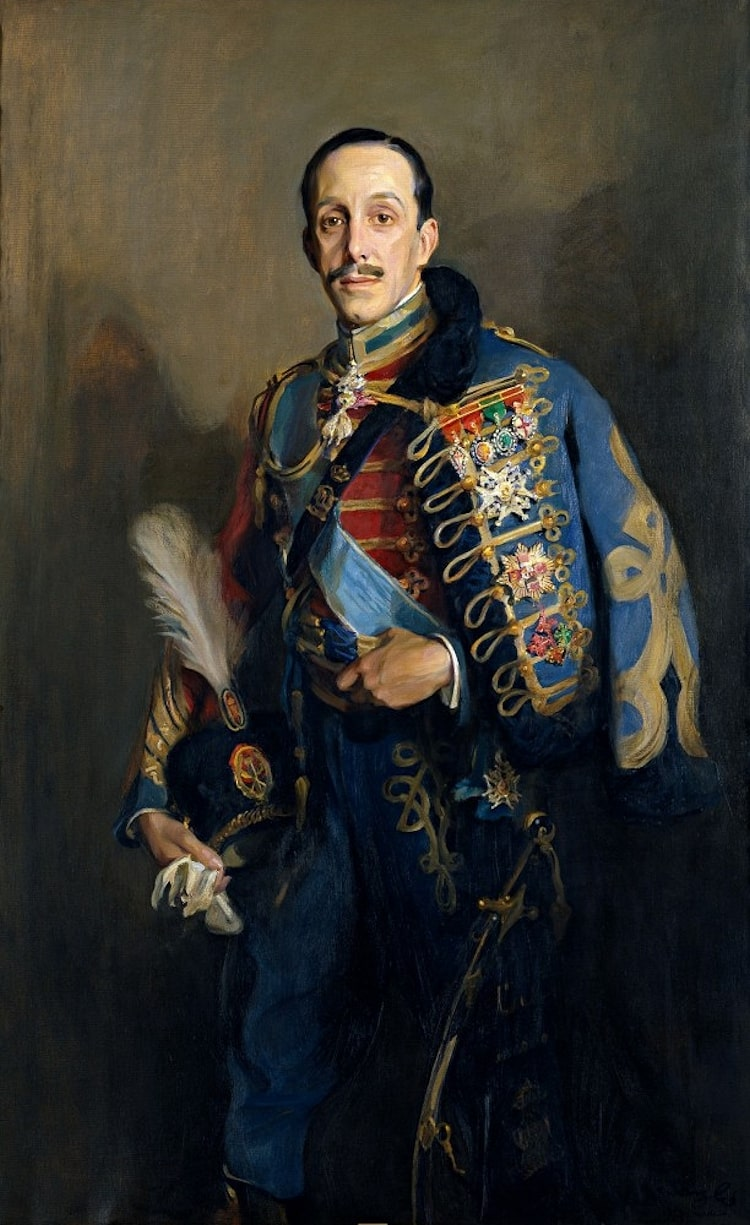
Retrato del rey Alfonso XIII con uniforme de húsar (1927).

El gobierno de Sánchez Guerra intentó hacer frente al creciente intervencionismo militar y se propuso someter a las «Comisiones Informativas», contando esta vez con la colaboración del rey. En junio de 1922, en una reunión con los militares de la guarnición de Barcelona, Alfonso XIII criticó a las Juntas, por lo que pasó de ser considerado por ellas como un aliado a ser un adversario. A cambio recibió muestras de apoyo por parte de los militares «africanistas» destinados en el Protectorado. El rey dijo: 

Actualmente asusta notar en nuestro ejército agrupaciones que, aunque las motivó un deseo tal vez nobilísimo, están francamente fuera de lo que aconseja la obediencia más elemental y la disciplina fundamental. El oficial no puede meterse en política.

El gobierno manifestó en las Cortes que apoyaba las palabras del monarca. Ante la petición formulada por el diputado independiente Augusto Barcia de que fueran disueltas las Juntas, el presidente contestó: «Jamás he aplaudido ni he encontrado acertado, en lo que ha tenido de ilegítima, la actuación de esas llamadas Juntas; ni antes, ni después, ni ahora», asegurando a continuación que si situaban al margen de la ley el gobierno actuaría. Los diputados reformistas, republicanos y socialistas criticaron la intervención del rey por excederse de su papel constitucional, recordando además el apoyo que había dado a las Juntas en el pasado, y también reprocharon al gobierno que se amparara en el monarca para expresar su opinión sobre el tema.
Finalmente las Cortes aprobaron en noviembre de 1922 una ley que establecía la disolución de las «Comisiones Informativas» y las normas que se debían seguir para los ascensos por méritos de guerra, atendiendo así una de sus reivindicaciones. De esta forma se restableció la unidad de los oficiales del Ejército de África y los oficiales junteros del Ejército español.